# Dominga Ortiz Orzúa
Dominga Ortiz Orzúa (1 tháng 11 năm 1792 - 31 tháng 12 năm 1875) là vợ của Tổng thống Venezuela Jose Antonio Páez và Đệ nhất phu nhân ba lần của nước cộng hòa. Bà được sinh ra ở Canaguá, Barinas năm 1792 và chết ở Caracas vào năm 1875.

## Cuộc sống cá nhân
Kết hôn với Jose Antonio Páez, bà có hai con, Manuel A. Páez và María del Rosario Páez de Llamosas.  